# Дорош Володимир Миколайович
Дорош Володимир Миколайович (ДОРОШ; нар. 8 січня 1967, с. Студинка, Новгород-Сіверський район, Чернігівська область) — український співак, заслужений артист України, автор і виконавець пісень (українською та російською мовами), колишній віцепрезидент Федерації волейболу України, президент спортивного клубу «Фаворит», колишній член правління Всеукраїнської федерації кінного спорту, керівник Громадської організації кінно-спортивного клубу «Фаворит», керівник Громадської організації «Федерація волейболу Полтавської області», та генеральний директор ТОВ «Лубенський молочний завод».

## Біографія
Володимир Дорош народився 8 січня 1967 року в селі Студинка Новгород-Сіверського району Чернігівської області.

### Освіта
Середню школу закінчив у селі Тарандинці (Лубенський район, Полтавська область). Брав активну участь у художній самодіяльності, освоїв техніку гри на гітарі, з юнацтва серйозно займався волейболом.
Після закінчення школи прийшов строкову службу в армії, у військах спецпризначення. Під час служби в армії брав участь у художній самодіяльності, у Всесоюзному конкурсі «Коли співають солдати». Композиція «Дівчина грала на роялі» стала лауреатом конкурсу.
Після військової служби вступив до Харківського державного інституту культури. Пізніше Володимир Дорош здобув другу вищу освіту в Київському міжнародному інституті бізнесу за спеціальністю економіста, та третю — в Львівському національному університеті за спеціальністю юриста.

### Суспільна діяльність
У вересні 2005 Володимир Дорош став засновником і президентом волейбольного клубу «Фаворит», який працював за двома напрямами — волейбол і конкур.
З вересня 2007 року — президент Полтавської обласної громадської організації «Федерація волейболу».
З 2008-го до 2020 року — віцепрезидент Федерації волейболу України.
Із серпня 2013 року — президент Полтавської обласної громадської організації «Федерація кінного спорту».
З липня 2015 року — керівник Громадської організації кінно-спортивного клубу «Фаворит».
З вересня 2016 року до 2021 року — член правління Всеукраїнської федерації кінного спорту.

### Музична кар'єра
З 2012 року Володимир Дорош сконцентрувався на музичній кар'єрі. В листопаді 2012 року Володимир виступив на великій сцені, на творчому вечорі композитора Мирослава Скорика (лауреата Шевченківської премії, Героя України). Співак також представив свою музичну програму на сцені Івано-Франківської філармонії у супроводі камерного оркестру. Колегами по сцені того вечора були Ігор Пилатюк (народний артист України) та скрипаль Назарій Пилатюк.
У 2013 році Володимир Дорош створив власний музичний колектив під назвою «Гармонія». У цьому ж році, разом з гуртом вирушив у благодійний тур «Поділись своїм серцем».
Наприкінці 2014 року був знятий музичний фільм-концерт «Осінь. 14 новел», та пройшла серія концертів на підтримку першого альбому «Там, де осінь», виданого в 2013 році. У 2015 році Володимир створив власну студію звукозапису.
На церемонії нагородження переможців конкурсу народних переваг «Фаворит успіху — 2016», яка відбулася в Києві 8 червня 2017 року, ДОРОШ отримав головну премію у номінації «Співак року».
У 2017 році на День незалежності України Володимирові Дорошу було присвоєно почесне звання «Заслужений артист України».
7 листопада 2017 року на студії звукозапису «Гармонія» відбулася прем'єра 5-ти студійних платівок ДОРОШа: «Калина», «Новий день», «В місті моєму», «Канадійський альбом», «Місія Любов». Цей факт зафіксований представниками Книги рекордів України в категорії «Найбільша кількість альбомів, випущених одночасно».
3 липня 2018 року виступив на головній сцені фестивалю Atlas Weekend. Також у 2018 році в місті Лубни відкрив сучасний центр творчості.
Ця будівля — це інвестиція в дітей, меценатство. Європейську державу побудуємо тільки ми самі. Не треба розраховувати на те, що хтось приїде і допоможе це зробити. Діти це головне, що ми маємо.— прокоментував Володимир Дорош
9 липня 2019 року співак виступив на відкритті фестивалю Atlas Weekend у Києві. 23 серпня, до Дня Незалежності України, випустив пісню «Дочекалась мати сина…», яку він присвятив українським матерям. 1 вересня виступив на концерті пам'яті Миколи Мозгового з піснею «Школа». Також у вересні був учасником проєкту-фотовиставки від 1+1 Media під назвою «Забути про вік». 26 вересня 2019 року випустив пісню «Останемся» та кліп до неї. Також у 2019 році Дорош відправився в тур по містах України, де зіграв сумарно на 35 концертах. В кінці року він випустив трек під назвою «Вьюга» і кліп до неї. На початку 2020 року пісню співака «Де ти є» було номіновано на премію в категорії «Найкращий естрадний хіт» на дев'ятій церемонії YUNA. У березні він презентував свій 7-й альбом під назвою «Ресницами», до якого увійшло 10 пісень. Також 1 серпня 2020 року Дорош виступив на концерті в Одесі.
Привітавши своїх шанувальників з радянським святом 23 лютого у 2021 році, співак викликав хвилю обурення серед власної авдиторії. 8 липня 2021 року Володимир випустив пісню «Бухану», а 15 липня — пісню «Їду в Одесу».
25 квітня 2022 року Дорош спільно з Оленою Чукаленко випустив пісню «Не наша весна», кошти від прослуховувань якої були направлені на гуманітарні потреби, викликані військовим вторгненням росії на територію України, а згодом і кліп до неї.
20 вересня 2023 року співак презентував новий сингл «Сни», який було створено у співпраці з Іриною Білик та Людмилою Грицаєнко, а музику написав саундпродюсер Олександр Чукаленко.

## Аудіо і відеографія

### Альбоми
«Ресницами» (2020)
- Ресницами
- Де ти є
- Сердце танцует
- Останемся
- Не обіцяй
- Вкус
- Обійми
- Раздень свои желания
- По дороге в гости к Богу
- Жизнь

Bonus Audio
- Ресницами (Tipash Remix)
- Де ти є (Tipash Remix)
- Останемся (DJ Fisun Remix)
- Раздень свои желания (Tipash Remix)

«Місія любов» (2017)
- Місія
- Ресницами
- Одиночество
- Чай на столі
- Наше кохання
- Поздняя любовь
- Художник
- Разные
- Сердце танцует
- Отель

«Канадійський альбом» (2017)
- Білії зорі
- Лето уходит
- У каждого из нас своя судьба
- Абонент
- Влада — шоколада
- Сонечко моє
- Мне тяжело
- Благодарю свою судьбу
- Молитва матері
- Про кохання
- Діти мої діти

«В городе моем» (2017)
- Абонент
- В городе моем
- Ресницами
- Не забывай, друг
- Вере
- Память моя
- Девушка играла на рояле
- Месяц август
- У каждого из нас своя судьба
- Ночь перед рождеством

«Новый день» (2017)
- Небо
- Новый день
- Твоя земля
- Крутой мужик
- Війна
- Помогите
- Он умел
- Абонент
- Я устал
- Господи помоги
- Доля

«Калина» (2017)
- Калина
- Циганка — осінь
- Про кохання
- Влада — шоколада
- Косив козак сіно
- Сумно і невесело мені
- Весна
- Виглядаю тата у вікно

«Там, де осінь» (2013)
- Осінь
- Акація
- Батькові долоні
- Сестра
- День і ніч
- Посвята жінці
- Вере
- Сумно і невесело мені
- Осінній сонет
- Последний взгляд
- Новый год
- Весна
- Зима

### Кліпи
- «Війна» (2015)
- «Помогите» (2015)
- «Девушка играла на рояле» (2015)
- «Молитва матері» [Архівовано 3 грудня 2019 у Wayback Machine.] (2016)
- «Чай на столі» (2017)
- «Калина» [Архівовано 27 березня 2020 у Wayback Machine.] (2017)
- «Ночь перед Рождеством» (2017)
- «Ресницами» [Архівовано 23 грудня 2019 у Wayback Machine.] (2018)
- «Сердце танцует» [Архівовано 29 грудня 2019 у Wayback Machine.] (2018)
- «Де ти є…» [Архівовано 31 грудня 2019 у Wayback Machine.] (2019)
- «Останемся» [Архівовано 11 грудня 2019 у Wayback Machine.] (2019)
- «Вьюга» [Архівовано 2 січня 2020 у Wayback Machine.] (2019)
- «Не обіцяй» (2020)
- «Бухану» (2021)
- «Їду в Одесу» (2021)
- «Не наша весна» (2022)
- «Сни» (2023)

### Дуетне співробітництво
- «Про кохання» (Володимир Дорош і Міла Нітіч, 2016)
- «Ночь перед Рождеством» (Володимир Дорош і Петро Чорний, 2017)
- «Не наша весна» (Володимир Дорош і Олена Чукаленко, 2022)

## Сім'я
Володимир має троє дітей. Найстарший — син Микола, а також дві доньки — Софія та Віра. Софія, як і її батько, також займається музикою, а саме — грою на фортепіано.